# Arthur Wightman
Arthur Strong Wightman (født 30. marts 1922, død 13. januar 2013) var en amerikansk matematisk fysiker. Han var en af grundlæggerne af den aksiomatiske tilgang til kvantefeltteori og stammer fra sættet med Wightman-aksiomer.